# Блекфорд (окръг, Индиана)
Окръг Блекфорд (на английски: Blackford County) е окръг в щата Индиана, Съединени американски щати. Площта му е 427 km², а населението е 12 112 души (1 април 2020). Административен център е град Хартфорд Сити.